# Општина Мерени (Констанца)
Мерени (рум. Mereni) општина је у Румунији у округу Констанца.
Oпштина се налази на надморској висини од 73 m.